# Valeria Edelsztein
Valeria Carolina Edelsztein (Buenos Aires, 22 de marzo de 1982) es una científica, química, docente y comunicadora de las ciencias naturales argentina. Realiza su tarea de comunicación a través de las redes sociales, por lo que puede ser considerada una influencer científica.

## Trayectoria
En 2006 se graduó en la Facultad de Ciencias Exactas y Naturales de la Universidad de Buenos Aires y en 2010 culminó su Doctorado en el área Química Orgánica. Posteriormente se diplomó en Enseñanza de las ciencias en la Facultad Latinoamericana de Ciencias Sociales (FLACSO) e ingresó como investigadora en el CONICET. Fue profesora de Química Analítica en el Instituto Tecnológico de Buenos Aires (ITBA) y de Didáctica Especial y Prácticas de la Enseñanza en la Facultad de Ciencias Exactas y Naturales de la UBA. 
Es cofundadora y parte del proyecto Científicas de Acá, un grupo de comunicación científica con perspectiva de género dedicado a visibilizar a las mujeres y disidencias que, en Argentina, hicieron y hacen ciencia y tecnología. Producto de este proyecto se publicó Científicas de Acá - Historias que cambian la historia, un libro que relata la historia de esas personas, así como también una versión adaptada del original, en formato de libro para pintar, buscando llegar al público infantil con estos relatos. Ha participado como columnista y asesora de contenidos científicos en programas de radio y televisión como Científicos Industria Argentina, La Liga de la Ciencia y Cocineros Argentinos. Ha creado y coconducido el podcast “Contemos Historias”, en el cual, junto a Nadia Chiaramoni, relata historias de la ciencia y sus protagonistas, contando el contexto y los acontecimientos que llevaron a diferentes desarrollos y descubrimientos. Los episodios de este podcast han sido recomendados para ser utilizados en el ámbito escolar. En 2019, participó del International Visitor Leadership Program "HiddenNoMore" to Support Women in Science and Technology, organizado por el Departamento de Estado de Estados Unidos. Desde el año 2022, publica "Ciencia para llevar", una columna mensual de ciencia en el diario Tiempo Argentino.
En 2024, a partir de los ataques de la presidencia de Javier Milei al sistema científico-tecnológico argentino, fue una de las impulsoras de Elijo Crecer, el primer festival federal de ciencia de la Argentina. También denunció dichos ataques al recibir el premio internacional "Científicas que cuentan", en diciembre de 2024.
En diciembre de 2024, en un evento organizado por la Embajada de Francia, el Instituto Francés de Argentina de la Embajada de Francia, el Consejo de Investigaciones Científicas y Técnicas y la empresa Sanofi, Edelsztein recibió el premio "Científicas Que Cuentan - Christiane Dosne Pasqualini” cuyo objetivo es reconocer la experiencia de mujeres que se desarrollen profesionalmente en el campo de la ciencia, la tecnología, la salud y la innovación en la Argentina y en su agradecimiento aprovechó la oportunidad para visibilizar el estado actual de la ciencia en Argentina, la destrucción del "semillero de becarios". Además criticó ante el actual presicente del CONICET, Daniel Salamone, los despidos en el dicha entidad realizados en la era del gobierno de Javier Milei.

## Participación en medios gráficos, radiales, televisivos y digitales
| Año       | Programa/Portal/Medio Gráfico   | Medio     | Canal/estación de Radio |
| 2013-hoy  | Chequeado.com                   | Sitio Web | -                       |
| 2011-2012 | Terapia Despareja               | Radio     | Pop 101.5               |
| 2012-2016 | Científicos Industria Argentina | TV        | TV Pública              |
| 2016      | Cocineros Argentinos            | TV        | TV Pública              |
| 2017      | La liga de la ciencia           | TV        | TV Pública              |
| 2022-hoy  | Tiempo Argentino                | Diario    | -                       |

| Año       | Programa/Portal/Medio Gráfico | Medio | Canal/estación de Radio |
| 2012-2013 | Proyecto G                    | TV    | Canal Encuentro         |
| 2017      | La noche del buen marido      | TV    | TecTV                   |
| 2017      | Todo tiene un porqué          | TV    | TV Pública              |

| Año       | Programa/Portal/Medio Gráfico | Medio    | Organización         |
| 2015      | TEDx Río de la Plata 2015     | Internet | TEDx Río de la Plata |
| 2018-2019 | Contemos historias (podcast)  | Internet | Lunfa                |

## Obra

### Libros
- Los remedios de la abuela. Mitos y verdades de la medicina casera. Buenos Aires: Siglo XXI. 2011. ISBN 9789876291798. Colección «Ciencia que ladra».[24]

- Científicas: Cocinan, limpian y ganan el premio Nobel (y nadie se entera). Buenos Aires: Siglo XXI. 2012. ISBN 9789876292412. Colección «Ciencia que ladra».

- Los Remedios de la Abuela... ¡2! - Medicina Casera de Los Pies a la Cabeza (pasando Por el Ombligo). Buenos Aires: Siglo XXI. 2014. ISBN 9789876294485. Colección «Ciencia que ladra».[25]

- Ciencia para pasar el invierno. Buenos Aires: Iamiqué. 2016. ISBN 9789871217892. Ilustraciones de Javier Reboursin. Colección «Ciencia todo el año».

- Ciencia para pasar la primavera. Buenos Aires: Iamiqué. 2017. ISBN 9789871217991. Ilustraciones de Javier Reboursin. Colección «Ciencia todo el año».

- Ciencia para pasar el verano. Buenos Aires: Iamiqué. 2018. ISBN 9789874444165. Ilustraciones de Javier Reboursin. Colección «Ciencia todo el año».

- Ciencia para pasar el otoño. Buenos Aires: Iamiqué. 2019. ISBN 9789874444226. Ilustraciones de Javier Reboursin. Colección «Ciencia todo el año».
- Marie Curie - el coraje de una científica. Barcelona: Vegueta. 2019. ISBN 9788417137267. Ilustraciones de África Fanlo.

- El embarazo: Todo lo que la ciencia tiene para decirte sobre estos nueve meses y que te va a interesar saber. Buenos Aires: Siglo XXI. 2019. ISBN 9789876297936. Colección «Ciencia que ladra».

- Contemos historias: Ciencia para mentes curiosas. Buenos Aires: Penguin Random House Grupo Editorial Argentina. 2021. ISBN 9789500764506.

- Científicas de Acá. Historias que cambian la historia. Buenos Aires: TantaAgua. 2021. ISBN 9789878692524. Obra colectiva en coautoría con Julieta Alcain, Julieta Elffman y Carolina Hadad. Ilustraciones de Cristina Angelini, Luchi Fruli, Andrea Cingolani, Aymará Mont y Agustina Lemoine. Colección «En Perspectiva Ser».
- Argumentos en una baldosa. 10 jugadas filosóficas para pensar. Buenos Aires: TantaAgua Editorial. 2021. ISBN 9789878825809. En coautoría con Claudio Cormick. Ilustraciones de Aymará Mont. Prólogo de Guillermo Martínez.
- Argentinas en la ciencia - Colección digital Bagó y la cultura. Editorial Acción. 2021. ISBN 9789874733320. Compiladora y autora de varios capítulos.
- Biología hasta en la sopa. Buenos Aires: Ediciones Iamiqué. 2022. ISBN 9789874444516. En coautoría con Cecilia Di Prinzio. Ilustraciones de Pablo Picyk.

### Textos escolares
- 2010: Separatas "200 años de ciencia argentina - Proyecto Bicentenario", Ed. Kapelusz.
- 2016: Manual Fisicoquímica 2, capítulos 1-4, Ed. Estación Mandioca.
- 2017: Manual Fisicoquímica 3, capítulos 1-8, Ed. Estación Mandioca.
- 2018: Amigos en acción 1, 2 y 3, capítulos de ciencias naturales, Tinta Fresca ediciones.

## Premios y reconocimientos
- En 2012, su libro Científicas. Cocinan, limpian y ganan el premio Nobel  obtuvo el primer premio en la primera edición del Premio Internacional Ciencia que Ladra del diario La Nación.)[26][27]
- En 2016, su libro Ciencia para pasar el invierno obtuvo una Mención Especial en el premio Leeureka! al mejor libro informativo para niños y fue seleccionado para el catálogo White Ravens, que cada año elabora la Internationale Jugendbibliothek (International Youth Library).[28]
- En 2023, su libro Argumentos en una baldosa ganó el premio Identidades Bonaerenses del gobierno de la Provincia de Buenos Aires.[29]